# Lista de denominações protestantes na Índia por número de membros
Esta é uma lista de denominações protestantes na Índia por número de membros.
Os números apresentados baseiam-se em reivindicações pelas próprias denominações, de pesquisas de organizações independentes e dos Censos do  Instituto de Estatística Indiano .
Para efeito dessa lista, consideram-se denominação uma organização com governo centralizado ou convenção que torna uniforme as doutrinas e práticas de um grupo religioso. Embora existam grupos que usem o mesmo nome para identificar-se (como as Assembleias de Deus no Brasil) a independência entre diversas organizações caracteriza a diversidade de denominações. Igrejas de governo congregacional enfatizam a independência da igreja local, mas ainda assim forma denominações pelas suas convenções.
Uma denominação cristã é um corpo religioso distinto no cristianismo , identificado por traços como nome, organização, liderança e doutrina. Os corpos individuais, no entanto, podem usar termos alternativos para se descrever. As divisões entre um grupo e outro são definidas por autoridade e doutrina.
Os grupos que conservam uma doutrina uniforme, usam o mesmo nome, mas não formam uma única denominações podem ser classificados juntos como "tradição" ou família denominacional, mas não uma denominação.
1. Igreja do Sul da Índia 4.500.000 membros (em 2012)[3].
2. Igrejas Evangélicas Luteranas Unidas na Índia 3.894.452 membros (em 2023)[4].
3. Igreja do Norte da Índia 2.200.000 membros (em 2023)[5]
4. Igreja Presbiteriana da Índia 1.605.423 membros (em 2024)[6].
5. Conselho de Igrejas Batistas no Nordeste da Índia 1.564.314 membros (em 2024)[7]
6. Igreja Nova Apostólica 1.448.209 membros (em 2013)[8]
7. Igreja Adventista do Sétimo Dia 1.160.882 membros (em 2023)[nota 1][9].
8. Igreja Metodista na Índia 648.000 membros (em 2011)[10]
9. Igreja do Nazareno 136.079 membros (em 2016)[nota 2][11]